# 부디닐칸타 사원

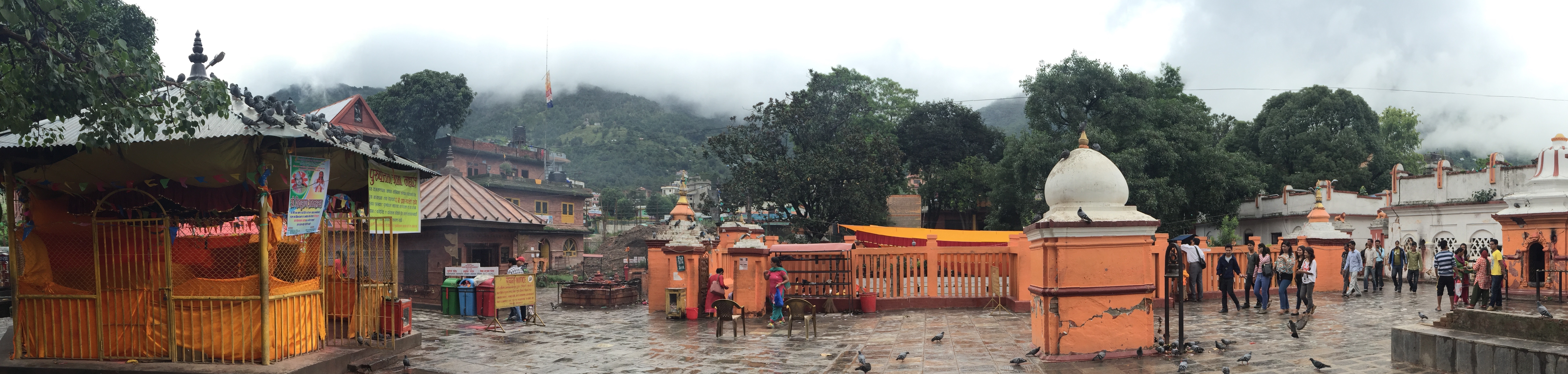
사원의 모습

부디닐칸타 사원(Budhanilkantha Temple)은 네팔 부디닐칸타에 위치한 사원이다.
쉬바프리산 기슭에 있으며 비쉬누 상이 있는 사원이다. 사각의 연못안에 몸 부분의 크기만도 5m가 넘는 커다란 불상이 누워있고 그 주변은 참배객들이 가져온 꽃으로 장식되어 있다. 바다로부터 떠올랐을 때 성스러운 뱀 위에서 명상하는 나라얀을 비쉬누신으로 표현한 것으로 이것은 6세기경에 만들어졌다고 보고 있다. 이 때문에 이 절 일대는 나라얀탄이라고도 불리고 있으며 힌두교도 이외에는 들어갈 수 없다.

부디닐칸타 사원
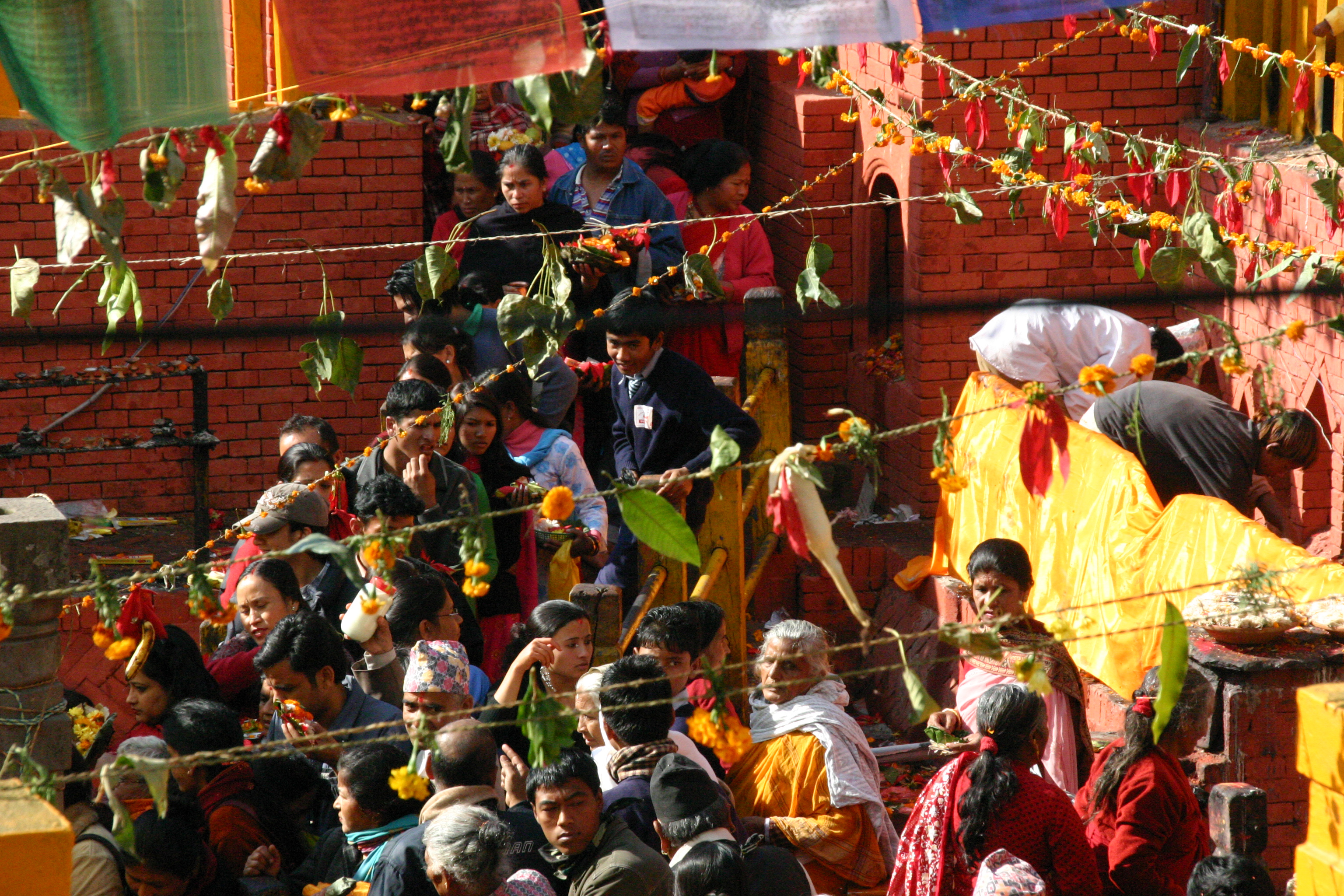
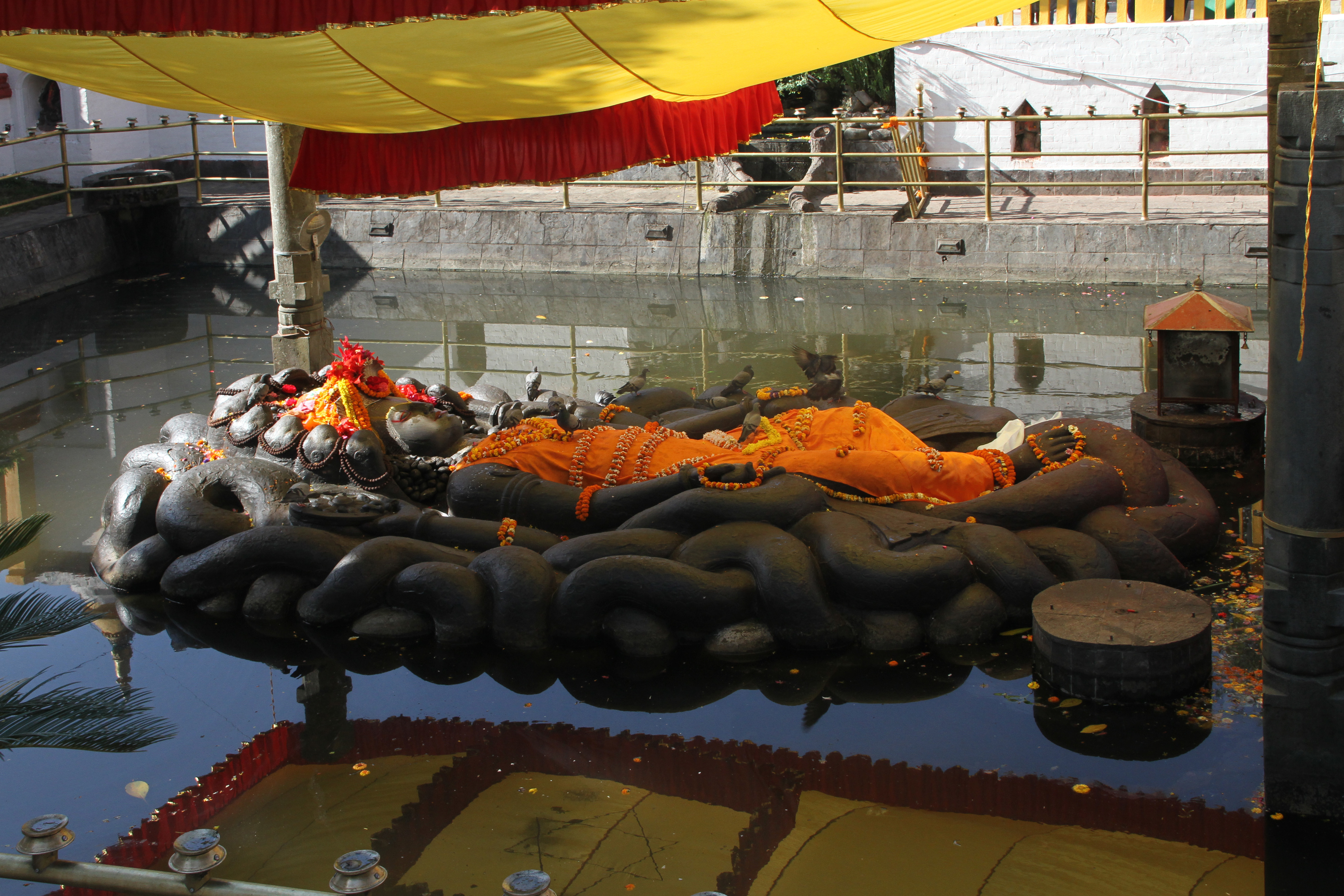
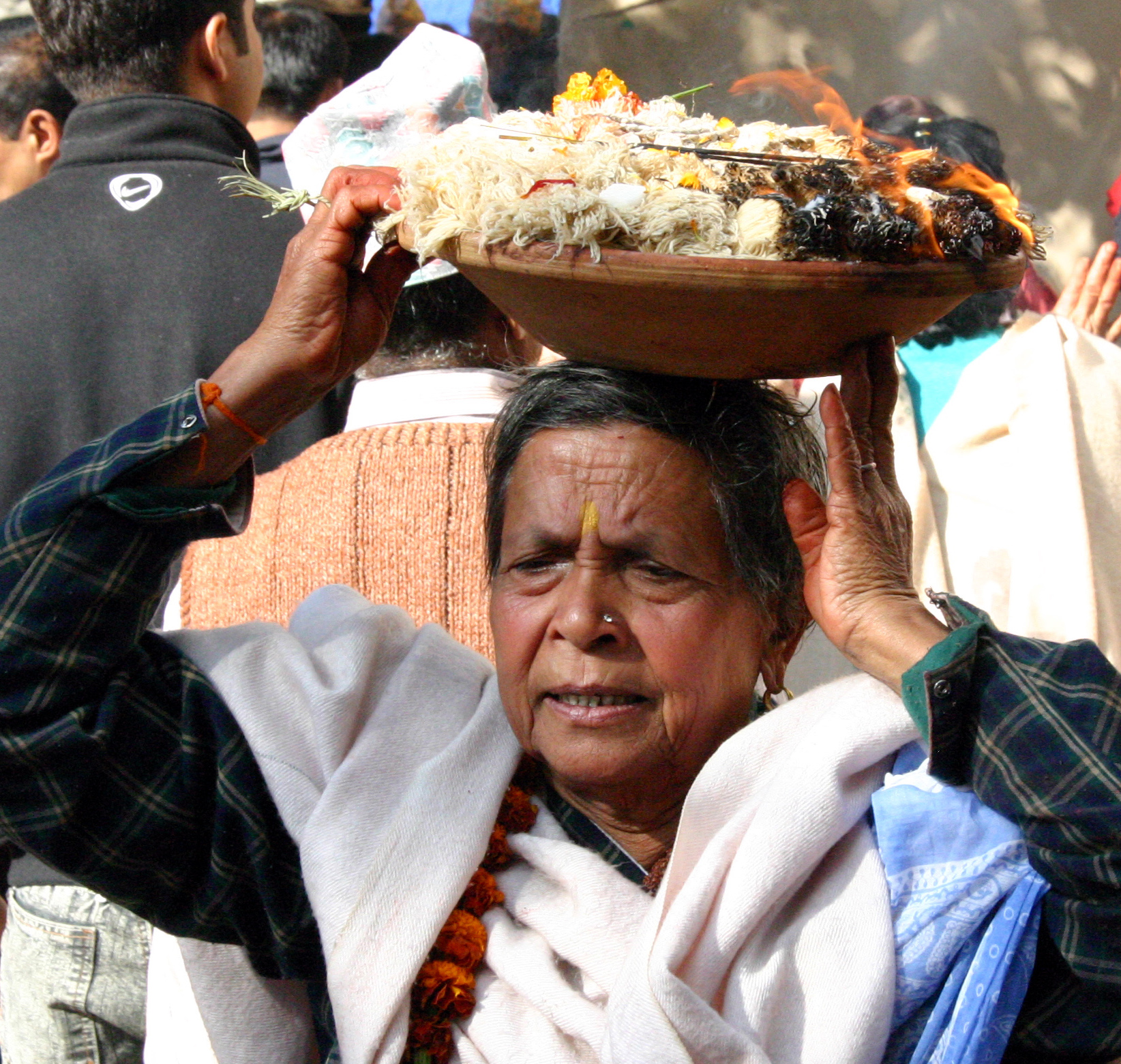
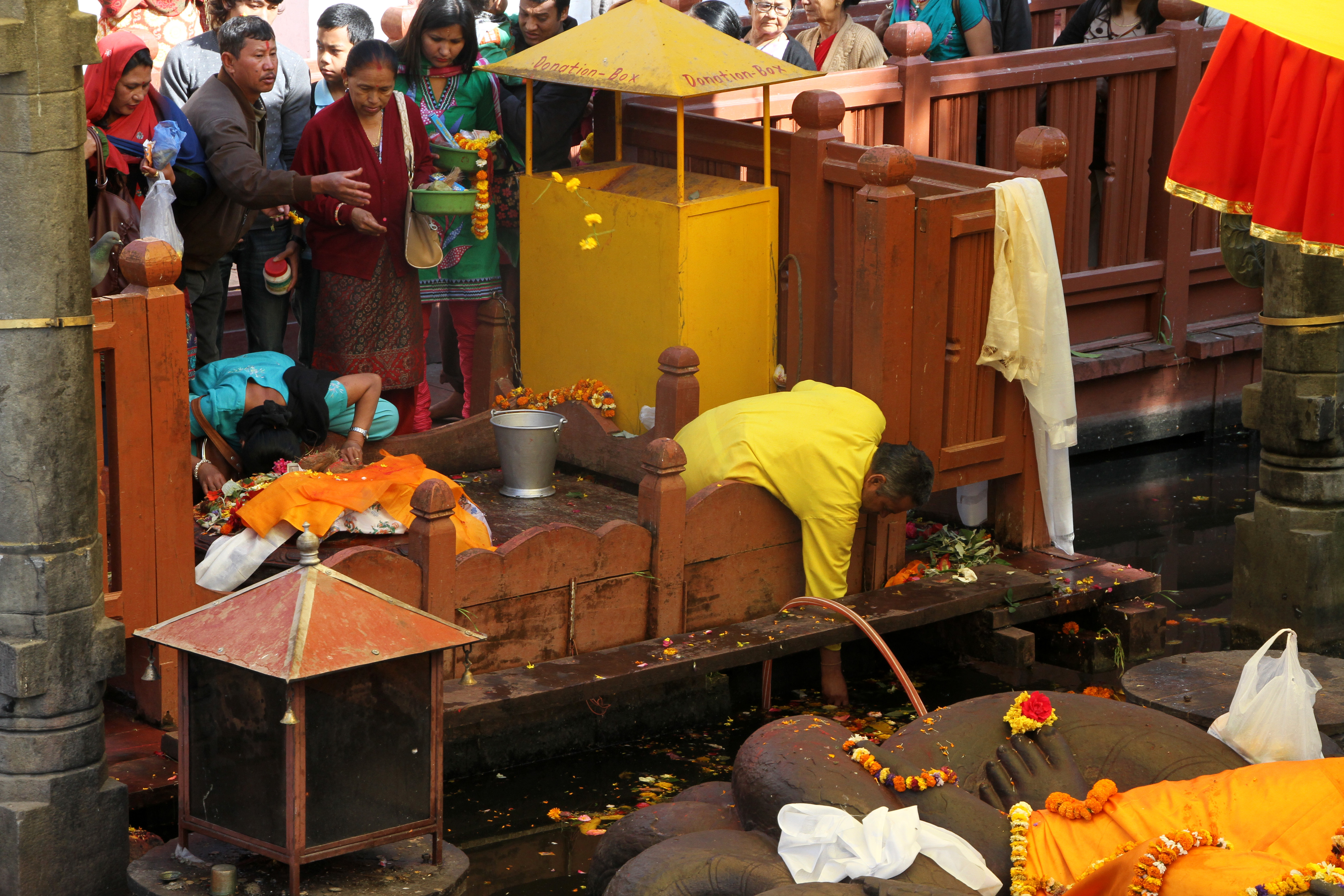
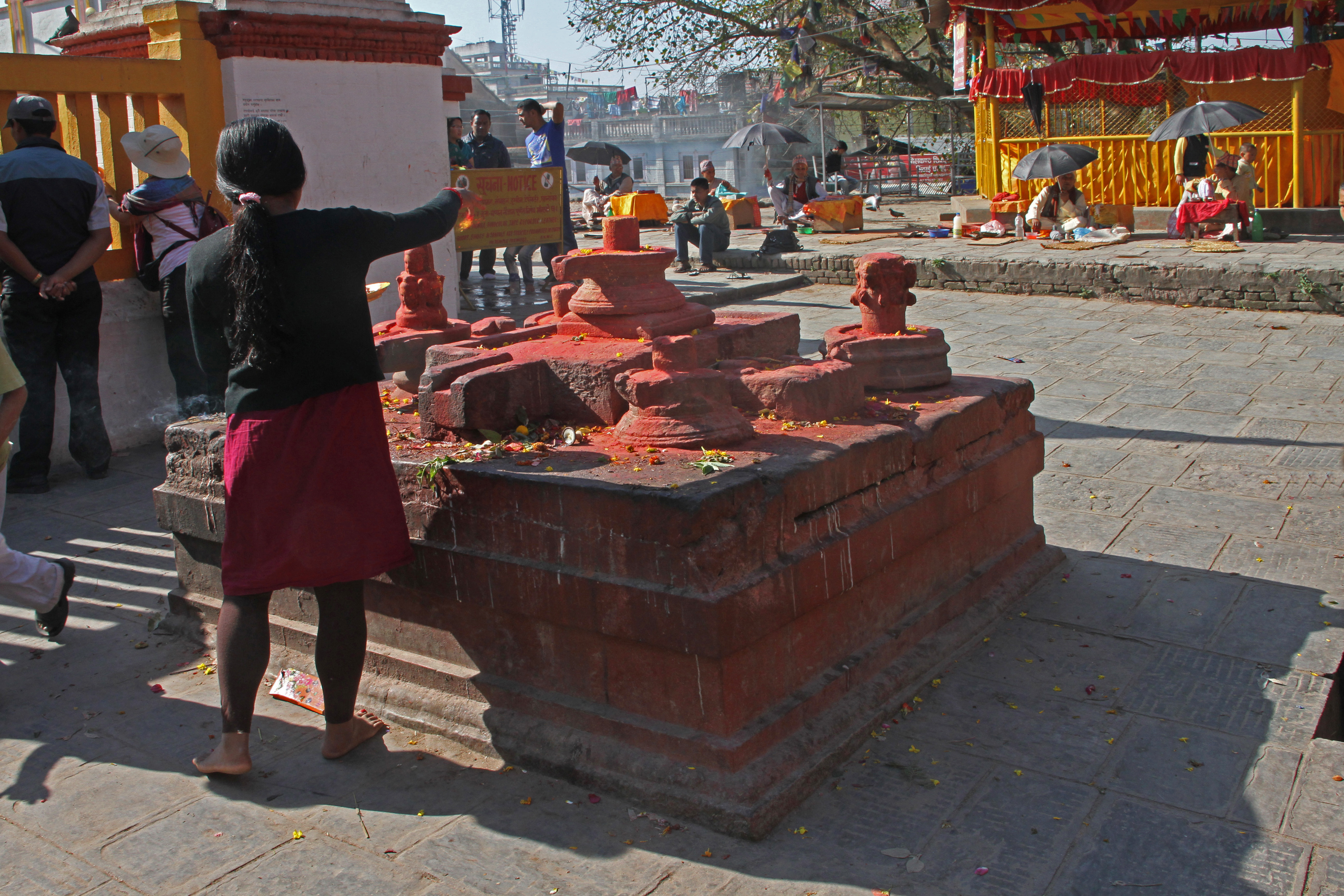
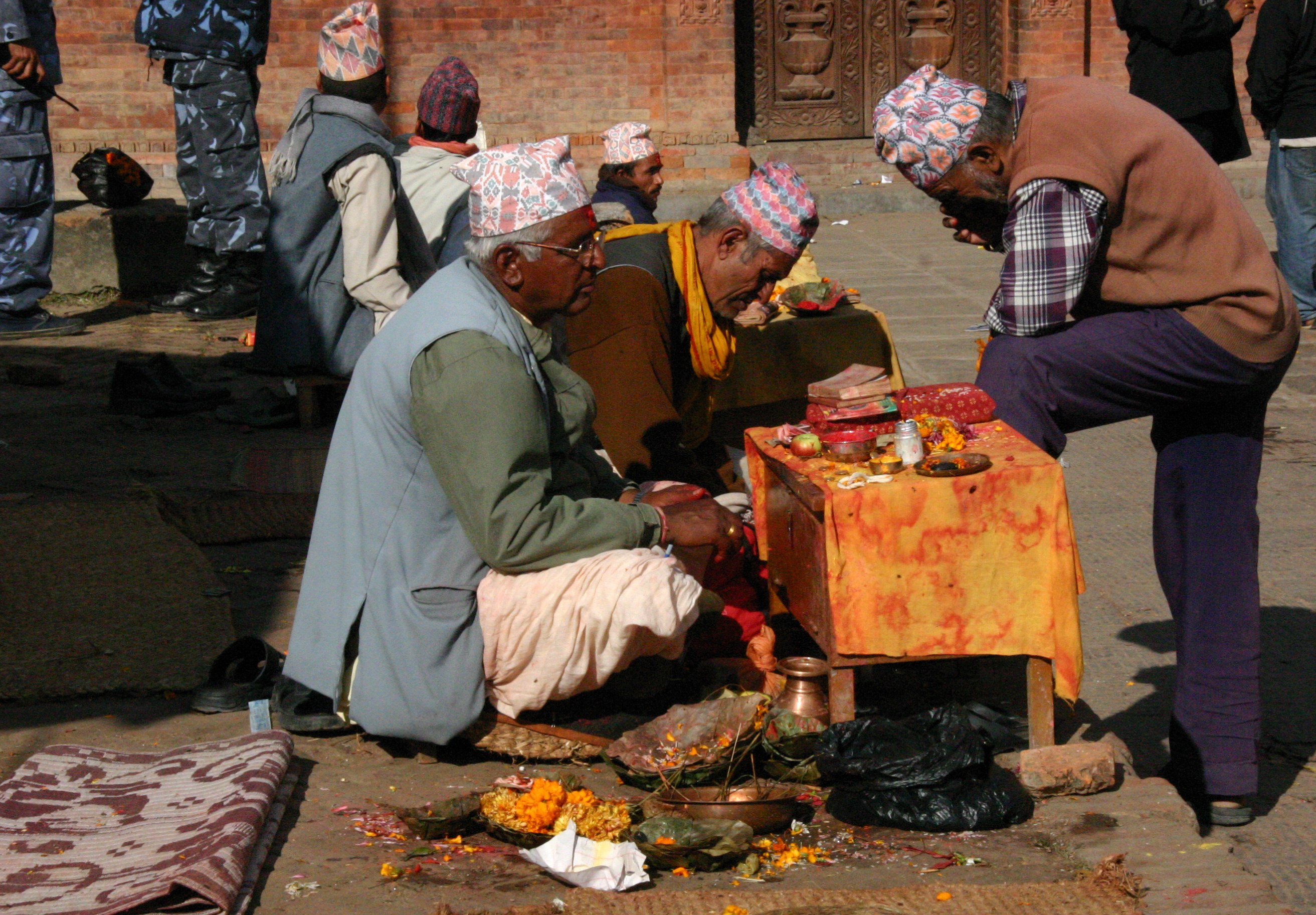
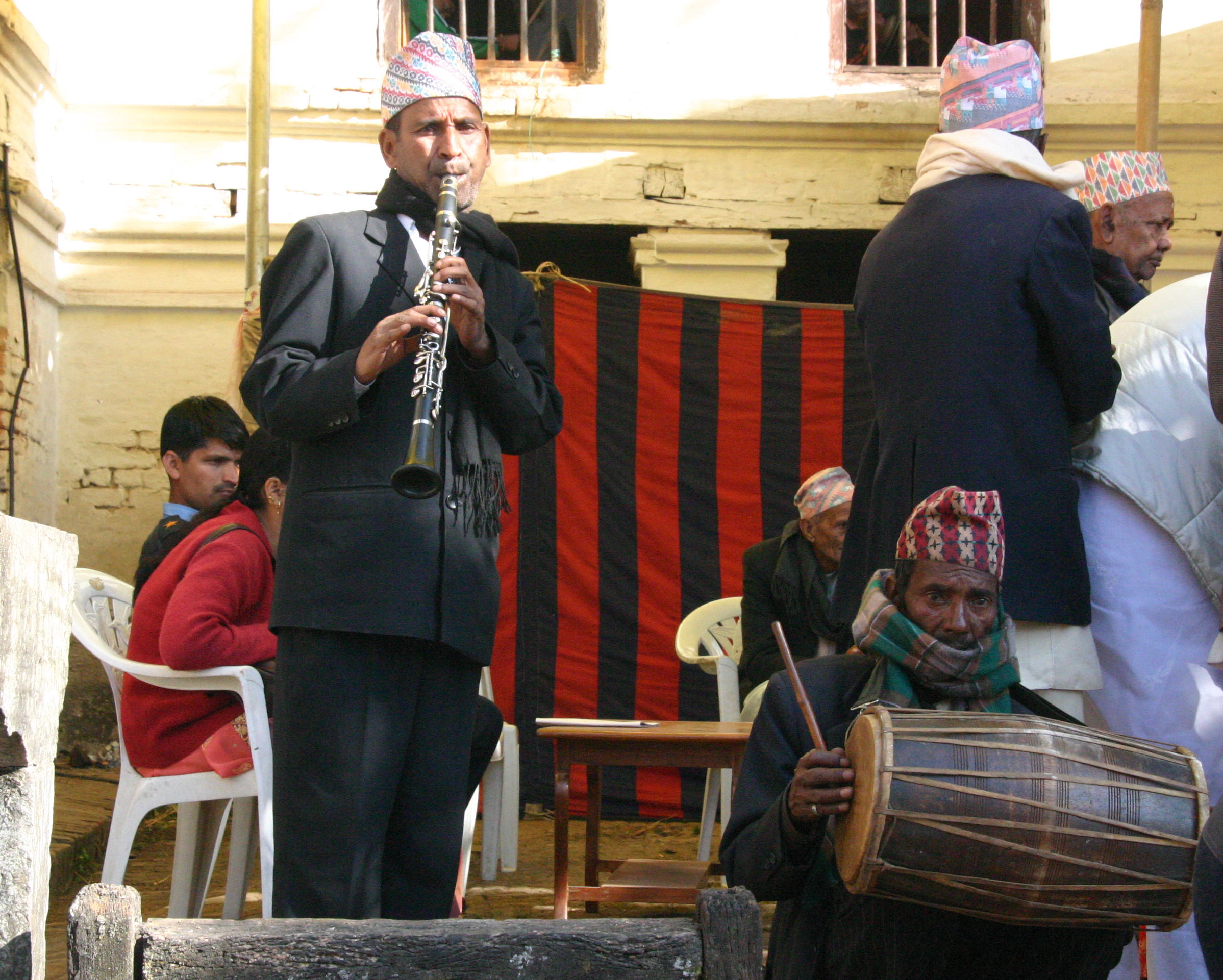
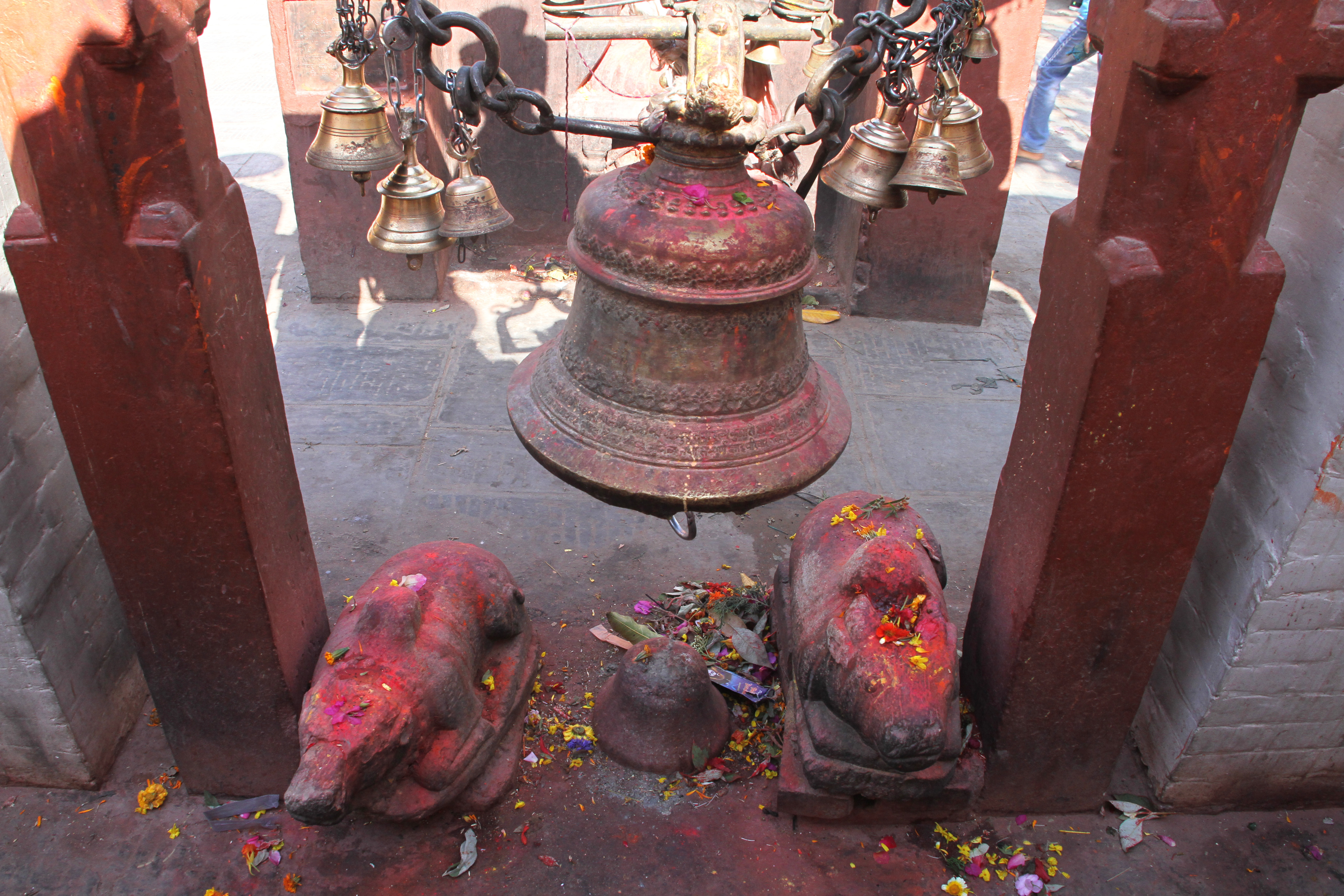